# Skalice, Znojmo
Skalice là một làng thuộc huyện Znojmo, vùng Jihomoravský, Cộng hòa Séc.